# Laurentius Betulander
Laurentius Betulander tidigare Nicolai Betulinus, född i Östergötland, död 21 maj 1729 i Näsby, Östergötlands län, var domkyrkoorganist i Linköpings domkyrkoförsamling 1691-1697. Han var både organist och musiklärare. Senare kyrkoherde i Näsby församling, Linköpings stift mellan 1699 och 1729.

## Biografi
Betulander var född i Östergötland. Studerad i Åbo 1687. 1691 blev Betulander domkyrkoorganist i Linköpings församling och efterträdde då Laurentius Hallenius. Han blev samma år subkantor vid Linköpings skola. Betulander prästvigdes 31 juli 1697. 1697 blev han biträdande präst i Lommaryds församling. 1699 blev han kyrkoherde i Näsby församling. Han avled 21 maj 1729 i Näsby socken och begravs i Linköpings domkyrka den 24 maj samma år. Domprosten Andreas Olavi Rhyzelius höll en likpredikan över honom i Näsby kyrka.
Under tiden som han arbetade i Linköping påtalade han för kyrkorådet ett flertal gånger att det behövde göras något åt orglarnas som var bristfälliga. Han lagade bälgarna på orgeln ett flertal gånger. Han påstod att skadorna på orgeln ska ha orsakats av skolelever som smög in bakom orgeln.
1704 reparerade Betulander orgelverket i Östra Skrukeby kyrka.

### Familj
Betulander gifte sig 1715 med Sara Andersdotter Ingerman (död 1743). Hon var dotter till prosten Andreas Ingarman och Maria Unnerus i Göteryd. De fick tillsammans sonen Nicolaus (född 1717).